# Kvintiljon
En kvintiljon är det tal som kan skrivas med en etta följd av 30 nollor, 1030. SI-prefixet för detta tal är quetta. En kvintiljon är alltså en miljon kvadriljoner eller en miljontedel av en kvintiljon (se mycket stora tal), och skrivs 1 000 000 000 000 000 000 000 000 000 000 med siffror.
Ordet kvintiljon kommer från det latinska prefixet kvint- (fem) och med ändelse från miljon.
En kvintiljon är lika med en miljon kvadriljoner eller en miljondel av en sextiljon.
En kvintiljondel är 10−30 i tiopotensnotation.
På engelska och flera andra språk är räkneorden motsvarande biljon, triljon, kvadriljon, kvintiljon och så vidare tvetydiga och kan antingen motsvara den svenska ("långa skalan") eller ange mycket mindre enheter ("korta skalan"). Enligt den korta skalan heter kvintiljon på engelska "nonillion". Det engelska ordet "quintillion" motsvarar då det svenska triljon (1018).